# Murtaugh
Murtaugh est une ville américaine située dans le comté de Twin Falls en Idaho.
Selon le recensement de 2010, Murtaugh compte 115 habitants. La municipalité s'étend sur 0,12 mille carré (0,31 km2).